# Hockey Club Neuilly-sur-Marne 93
Le Hockey Club Neuilly-sur-Marne 93 (HCNM93) est un club français de hockey sur glace basé à Neuilly-sur-Marne surnommé les Bisons. Il évolue en division 1 après avoir évolué en Ligue Magnus, l'élite française, pendant trois saisons en 2008-2009, en 2009-2010 et en 2011-2012.

## Historique

Le club est créé en 1974, un an après la construction de la patinoire municipale de Neuilly-sur-Marne. Le club débute en championnat de France en 2e série (3e et dernier niveau national) dès cette première année. Par la suite, ses apparitions en championnat sont irrégulières et le club n'évolue pas.
En 1986, il repart en division 3 et participe aux play-offs dès la 2e année. Repéché, Neuilly accède à la Division 2 pour la saison 1988-1989. La marche est haute et le club finit dernier cette première saison, puis est forfait la saison suivante et est relégué en Division 3. Le HCNM93 repart pour la saison 1991-1992 puis disparait à nouveau du championnat de France.
En 1995, le Hockey Club de Neuilly-sur-Marne, alors en division 3, lance un sondage auprès de ses adhérents pour trouver un emblème. Le but : se donner une image et être plus attractif auprès des enfants. Le bison sort vainqueur pour ce qu'il symbolise : l'abnégation, l'esprit de groupe et la combativité.
À partir de la saison 1998-1999, Neuilly repart une nouvelle fois en division 3, mais cette fois, la progression est régulière, le club remporte le titre de Champion de France de division 3 en 2000-2001 et monte en division 2 pour 2001-2002. La réforme des championnats élite lui permet d'intégrer la Division 1 dès la saison suivante  Division 1.
L'équipe atteint le dernier carré une première fois en 2005-2006 puis une deuxième fois l'année suivante. La saison 2007-2008, les Bisons remportent le titre de Champion de France D1 et sont promus en Ligue Magnus, pour la première fois de leur histoire.
Petit nouveau à ce niveau et avec des moyens limités, la saison 2008-2009 s'achève sur une dernière place en saison régulière, et l'équipe s'incline en play-down face au Mont-Blanc (3 défaites pour 1 victoire) et est relégable en division 1. À la suite de la rétrogradation de Tours en division 3, le club est repêché en Ligue Magnus pour la saison 2009-2010. Après avoir terminé la saison à la 13e et avant-dernière place, l'équipe est à nouveau obligé de disputer un barrage de maintien face au Mont-Blanc, 14e du classement. Neuilly-sur-Marne s'incline comme la saison précédente, 3 victoires à 2 cette fois-ci, et est relégué en division 1.
Le séjour en division 1 est de courte durée puisque, après avoir terminé à la deuxième place de la saison régulière 2010-2011 dernière Brest, le club de Neuilly s'impose en finale des plays-off face à ces mêmes bretons : 3-2 (Tab) à domicile puis deux jours plus tard 5-3 en Bretagne. Cette même saison 2010-2011, l'équipe des Bisons de Neuilly, sous la conduite de Frank Spinozzi, accède d'ailleurs pour la première fois de son histoire au stade des quarts de finale de la Coupe de France s'inclinant devant Angers après avoir dominé Amiens, équipe évoluant en ligue Magnus.
Les bisons jouent une nouvelle saison en Ligue Magnus, conservant le même entraîneur et une majorité des joueurs de la saison précédente. Cependant, l'équipe ne gagne que trois matches en saison régulière, finit quatorzième de la Ligue Magnus et est battue par les Ours de Villard-de-Lans en « play-down ».
La saison 2012-2013 se joue donc en championnat Division 1. L'équipe réalise un difficile début de saison et ceci à cause d'une préparation peu optimale à la suite de nombreux problèmes de licences et de glace. Les bisons enchaînent les mauvais résultats, notamment en Coupe de la Ligue face à des équipes de Ligue Magnus, et malgré quelques victoires encourageantes(par exemple contre le Reims Champagne Hockey, l'une des équipes favorites pour le titre, 3 à 1) les nocéens réalisent un parcours en dents de scie avec peu de victoire. L'arrivée de joueurs comme Martin Tomášek au cours de la saison ainsi que du nouveau gardien Kevin Beech, a permis à l'équipe de trouver enfin une constance et d'enchaîner plus de victoire, entraînée par des joueurs tels que Michal Pinc et Eliezer Sherbatov. Les bisons terminerons ainsi 8e de la saison régulière et se qualifient donc in extremis pour les playoffs ; ils y retrouvent en quart de finale un club bien connu : le Brest Albatros Hockey, arrivé premier de la saison régulière. les bisons se font éliminer par les Bretons au terme de deux matchs très disputés (2-1 au match aller et 6-5 en prolongation au retour) ; les Bretons prennent ainsi leur revanche d'il y a deux ans et deviennent par la suite champions de la saison.
Lors de la saison 2014-2015, les Bisons se qualifient de justesse pour les séries. Ils sont éliminés dès les quarts de finale par les Boxers de Bordeaux, équipe championne cette saison et qui monte en ligue Magnus.
Lors de la saison 2015-2016, les Bisons se qualifient pour les séries en terminant 5e de la saison régulière. Ils éliminent les Scorpions de Mulhouse à l'issue du troisième match aux tirs au but et atteignent le carré final face aux Aigles de Nice.
Lors de la saison 2020-2021, l'équipe des Bisons de Neuilly termine seconde de la poule A de première division, regroupant 7 équipes. Elle participe au Final4 organisé par la fédération française de hockey sur glace à l'Aren'ice de Cergy-Pontoise, et s'incline en demi-finale contre l'Etoile Noire de Strasbourg sur le score de 4 buts à 3. Le match est diffusé sur la chaine de télévision française Sport en France.
Lors de la saison 2021-2022, l'équipe des Bisons termine 5e de la saison régulière. Elle est éliminée en 4 matchs en quarts de finale par les Yetis de Mont-Blanc (équipe ayant terminée 4e du classement cette saison).
Lors de la saison 2022-2023, l'équipe des Bisons de Neuilly termine 8e de la saison régulière. Ils sont éliminés en quarts de finale par les Corsaires de Dunkerque (équipe ayant terminée première du classement cette saison) après 5 matchs.

## Palmarès
- Vainqueur de la Division 1 : 2008 et 2011
- Vainqueur de la Division 3 : 2001.

## Catégories
Le HCNM93 inclut pratiquement toutes les catégories et championnats de France :
- Masculin élite (D1)
- Féminines élite
- Ecole de hockey
- de U7 à U18
- Para-Hockey
- Loisirs

## Équipe féminine
- 2004-2005 : 4e de l'élite féminine
- 2005-2006 : 3e de l'élite féminine
- 2006-2007 : 4e de l'élite féminine
- 2007-2008 : 2e de l'élite féminine
- 2008-2009 : 3e de l'élite féminine
- 2009-2010 : 2e de l'élite féminine
- 2010-2011 : 2e de l'élite féminine
- 2011-2012 : 2e de l'élite féminine
- 2012-2013 : 1re de l'élite féminine
- 2013-2014 : 1re de l'élite féminine
- 2014-2015 : 1re de l'élite féminine[15].

## Joueurs actuels
| No    | Nom                     | Nat. | Position       | Arrivée                        |
| ----- | ----------------------- | ---- | -------------- | ------------------------------ |
| +034, | Pierre Pawelek          |      | Gardien de but | 2024 - Neuilly                 |
| +001, | Andrei Filonenko        |      | Gardien de but |                                |
| +014, | Jules Breton – C        |      | Défenseur      | 2024 - Bisons de Neuilly       |
| +007, | Philémon Rouault        |      | Défenseur      |                                |
| +055, | Nick Prestia            |      | Défenseur      | 2024 - Evansville Thunderbolts |
| +013, | Charlie Doyle           |      | Défenseur      | 2024 - Bisons de Neuilly       |
| +005, | Yassine Soubra          |      | Attaquant      | 2024 - Bisons de Neuilly       |
| +098, | Aleksandr Yakimenko – A |      | Défenseur      | 2024 - Bisons de Neuilly       |
| +006, | Sébastien Delemps – A   |      | Attaquant      | 2024 - Morzine                 |
| +010, | Maxime Mathieu          |      | Attaquant      | 2024 - Valenciennes            |
| +011, | Thomas Mathieu          |      | Attaquant      | 2024 - Valenciennes            |
| +019, | Louis Chaix             |      | Attaquant      | 2024 - HCMP                    |
| +046, | Leyland Plaire          |      | Attaquant      | 2024 - Bisons de Neuilly       |
| +074, | Sacha Guillemain        |      | Attaquant      | 2024 - Bisons de Neuilly       |
| +028, | Idris Blanchet          |      | Attaquant      |                                |
| +023, | Carson Mackinnon        |      | Attaquant      |                                |
| +036, | Romans Nekludovs        |      | Attaquant      | 2024 - Français Volants        |
| +088, | Bulat Galimov           |      | Attaquant      | {{{6}}}                        |
| +091, | Valentin Mallet         |      | Attaquant      | 2024 - Strasbourg              |